# Küllő (település)
Küllő (németül: Girm, horvátul: Girma) Sopronkeresztúr mezőváros része, egykor önálló község Ausztriában, Burgenland tartományban, a Felsőpulyai járásban.

## Fekvése
Felsőpulyától 16 km-re észak-északkeletre a Soproni-hegység közelében fekszik.

## Története
A település névadója a Küllői család 1245-ben IV. Bélától kapott itt birtokot. Első birtokosa Philipp de Kürü mester neve a székesfehérváron kiadott királyi adománylevélben olvasható. A falu első írásos említése 1337-ben "Villa Kvrru" alakban történt. 1366-ban "Poss. Kwryw", 1368-ban "Kureu", 1378-ban "Poss. Kury", 1410-ben "Poss. Boncz Kerew et alia Kerew", 1415-ben "Kwrw", 1429-ben "Kerew al. non. Kysbudizlo", 1437-ben "Kwreh", 1469-ben "Kewrew", 1493-ban "Kywlew" alakban szerepel a korabeli forrásokban. Egykor Kisbogyiszlónak is nevezték a szomszédos Keresztúr régi Bogyiszló neve után.
Vályi András szerint "KÜLLŐ. Német falu, Sopron Várm. földes Ura H. Eszterházy Uraság, lakosai katolikusok, fekszik Német Keresztúrhoz nem meszzse, és annak filiája, Soprontól 1 2/8 mértföldnyire, határja közép termékenységű, réttye, legelője meg lehetős, szőleje nints."
Fényes Elek szerint "Küllő, (Gierm), német falu, Sopron vmegyében, Sopronhoz délre 1 1/2 mfld, 354 kath. lak. Van 380 h. szántóföldje, 32 h. rétje, 337 h. erdeje, 44 hold legelője. Urbériség 567 h., majorság 182 hold. Földe jó, s terem buzát, rozsot, s a t. Goldbach nevü patakja van. Birja h. Eszterházy."
1910-ben 558, túlnyomórészt német lakosa volt. A trianoni békeszerződésig Sopron vármegye Felsőpulyai járásához tartozott. 1921-ben a trianoni és saint-germaini békeszerződések értelmében Ausztria része lett.
1936-ban egyesült Sopronkeresztúrral.